# Bernardo de Miranda Henriques
Bernardo de Miranda Henriques ou Bernardino de Miranda Henriques (ca. 1630 — Brasil ou a bordo, em novembro de 1670), foi um militar e governante português.

## Biografia
Membro da família dos Miranda Henriques, Bernardo era filho do fidalgo António de Miranda Henriques, 1º gentil-homem de câmara do Infante D. Pedro, deputado do comércio do Brasil, etc., e da sua 1ª mulher D. Mariana Borges de Mello (cf. Pedatura Lusitana, tomo III, v. I, tto. dos Miranda, p.156); irmão do Pe. Dr. Rodrigo de Miranda Henriques, Reitor da Universidade de Coimbra.
Moço-fidalgo da Casa Real, serviu na Guerra da Aclamação e ocupou postos honoríficos. Foi capitão de cavalos do Exército do Alentejo, por Carta de Patente de 7 de outubro de 1657 (cf. Registro Geral de Mercês, D. Afonso VI, l. 12, fls. 227v). Antes esteve em Angola, junto com o irmão Henrique Henriques de Miranda, quando do governo do seu tio Rodrigo de Miranda Henriques. Foi ainda capitão-mor da Armada da Índia (1664).
Governou Pernambuco de 13 de junho de 1667 a 28 de outubro de 1670, servindo com acerto e reputação (cf. Anais da Biblioteca Nacional do Brasil, v. 24, p. 207). Em seguida, foi nomeado alcaide-mor da Bahia, mas vendeu o cargo a Francisco Telles de Menezes.
Um seu neto foi o capitão-mor Francisco Xavier de Miranda Henriques, sr., o Velho ou o Honestíssimo, moço-fidalgo da Casa Real, cavaleiro professo na Ordem de Cristo, capitão-mor e governador do Rio Grande do Norte, do Ceará e da Paraíba, consecutivamente, no Séc. XVIII.